# Wiaczesław Kozub
Wiaczesław Wiaczesławowicz Kozub, ros. Вячеслав Вячеславович Козуб (ur. 3 maja 1991 w Kustanaju, Kazachska SRR) – rosyjski hokeista.

## Kariera
- Awangard Omsk 2 (2007-2009)
- Gazowik Uniwier (2009-2010)
- Olimpija Kirowo-Czepieck (2010-2012)
- HK Sarow (2012-2013)
- HK Lipieck (2013-2014)
- Progriess Głazow (2014)
- Cracovia (2014)
- Orlik Opole (2014)
- Bierkut Karaganda (2014-2015)
- Iżstal Iżewsk (2015-2016)
- HK Czełny (2016)

Naukę hokeja rozwijał w Omsku. Początkowo występował w rosyjskim trzecim poziomie rozgrywkowym. Od 2010 do 2012 rozegrał dwa sezony w juniorskiej lidze MHL w barwach zespołu z Kirowo-Czepiecka. W sezonie MHL (2011/2012) jego drużyny należała do najsłabszych w lidze (walczyła o utrzymanie i została zdegradowana), mimo tego on sam - pełniąc funkcję kapitana zespołu - wyróżniał się skutecznością ligową. Następnie od 2012 do 2014 grał w lidze WHL. Od początku września 2014 przebywał na testach w polskim zespole Cracovii, wraz z którą zdobył w tym czasie Superpuchar Polski. Następnie krótkotrwale był zawodnikiem Orlika Opole w rozgrywkach PHL sezonu do listopada 2014 był zawodnikiem Orlika Opole, bo czym odszedł z klubu motywując to względami rodzinnymi. Wkrótce potem został zawodnikiem kazachskiego zespołu Bierkut Karaganda (wtedy graczem tego klubu został inny Rosjanin występujący dotychczas w Polsce, Pawieł Suczkow). W sezonie 2015/2016 grał w Iżstali Iżewsk, jednak trapiony kontuzjami nie zagrał w fazie play-off. W sezonie 2014/2015 rozegrał jeden mecz w barwach HK Czełny w lidze Mistrzostw WHL.

## Sukcesy
Klubowe
- Superpuchar Polski: 2014 z Cracovią
- Srebrny medal Wyższej Hokejowej Ligi: 2016 z Iżstalą Iżewsk

Indywidualne
- MHL (2011/2012):
  - Czwarte miejsce w klasyfikacji kanadyjskiej w sezonie zasadniczym: 31 goli[16]
  - Dziesiąte miejsce w klasyfikacji kanadyjskiej w sezonie zasadniczym: 36 asyst[17]
  - Czwarte miejsce w klasyfikacji kanadyjskiej w sezonie zasadniczym: 67 punktów[18]
  - Jedenaste miejsce w klasyfikacji kanadyjskiej w fazie play-out: 8 goli[19]
  - Trzecie miejsce w klasyfikacji kanadyjskiej w fazie play-out: 13 asyst[20]
  - Czwarte miejsce w klasyfikacji kanadyjskiej w fazie play-out: 21 punktów[21]
  - Mecz Gwiazd MHL